# Anderstjärnen (Älvsby socken, Norrbotten)
Anderstjärnen är en sjö i Älvsbyns kommun i Norrbotten och ingår i Piteälvens huvudavrinningsområde.